# Stóra Dímun

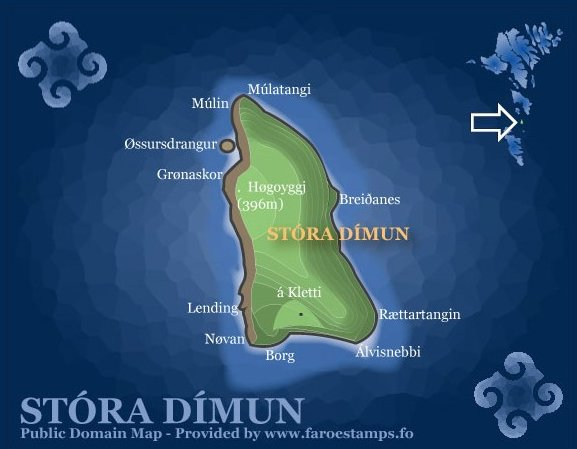
Bản đồ Stóra Dímun

Stóra Dímun là 1 đảo nhỏ của Quần đảo Faroe, nằm ở phía nam của quần đảo. Diện tích của đảo chỉ có 2,7 km². Từ thế kỷ 13, có nhiều người cư ngụ trên đảo, nhưng nay chỉ còn 2 gia đình gồm 10 người cư ngụ. Tên Stóra Dímun có nghĩa là Dímun lớn, so với đảo cùng tên Lítla Dímun (nghĩa là Dímun nhỏ) ở ngay dưới phía nam. Trước năm 1922, có 1 ngôi nhà thờ cổ, nhưng nay chỉ còn lại mấy bức tường đổ nát. Đảo có 2 ngọn núi là Høgoyggj (396 m) và Klettarnir (308 m).
Quanh năm có tuyến trực thăng của hãng Atlantic Airways tới đảo mỗi tuần 2 chuyến, trong khi tàu phà chỉ tới được đảo trong thời tiết tốt.